# Kanadische Badmintonmeisterschaft 1980
Die Kanadische Badmintonmeisterschaft 1980 fand vom 8. bis zum 11. Mai 1980 im RA Centre am Riverside Drive in Ottawa statt. Es war die 53. Auflage der nationalen kanadischen Titelkämpfe im Badminton.

## Finalresultate
| Disziplin    | Sieger                          | Finalist                        | Ergebnis           |
| ------------ | ------------------------------- | ------------------------------- | ------------------ |
| Herreneinzel | Pat Tryon                       | John Czich                      | 15-9               |
| Dameneinzel  | Wendy Carter                    | Jane Youngberg                  | 15-9, 15-11        |
| Herrendoppel | Paul Johnson David deBelle      | Dominic Soong Bob MacDougall    | 13-15, 18-15, 15-6 |
| Damendoppel  | Jane Youngberg Claire Backhouse | Wendy Clarkson Sandra Skillings | 12-15, 15-7, 15-4  |
| Mixed        | Paul Johnson Claire Backhouse   | Denys Martin Denyse Julien      | 15-6, 15-4         |